# Eleutherobia sumbawaensis
Eleutherobia sumbawaensis is een zachte koraalsoort uit de familie Alcyoniidae. De koraalsoort komt uit het geslacht Eleutherobia. Eleutherobia sumbawaensis werd in 1988 voor het eerst wetenschappelijk beschreven door Verseveldt & Bayer. 